# جمعية الكشافة
جمعية الكشافة هي أكبر منظمة كشفية في المملكة المتحدة والمنظمة العالمية للحركة الكشفية عضوا معترف بها للمملكة المتحدة. بعد تأسيس الكشافة في عام 1907 تم تشكيل جمعية الكشافة في عام 1910 وأدرجت في عام 1912 بموجب مرسوم ملكي تحت الاسم السابق لجمعية الكشافة.

## روابط خارجية
- الصفحة الرئيسية جمعية الكشافة
  - الصفحة الرئيسية قسم السمور
  - الصفحة الرئيسية قسم الشبل
  - الصفحة الرئيسية قسم الكشافة
  - الصفحة الرئيسية قسم المستكشف
  - الصفحة الرئيسية قسم الشبكة الكشفية
  - محلات الكشفية